# 布萊登菲爾德

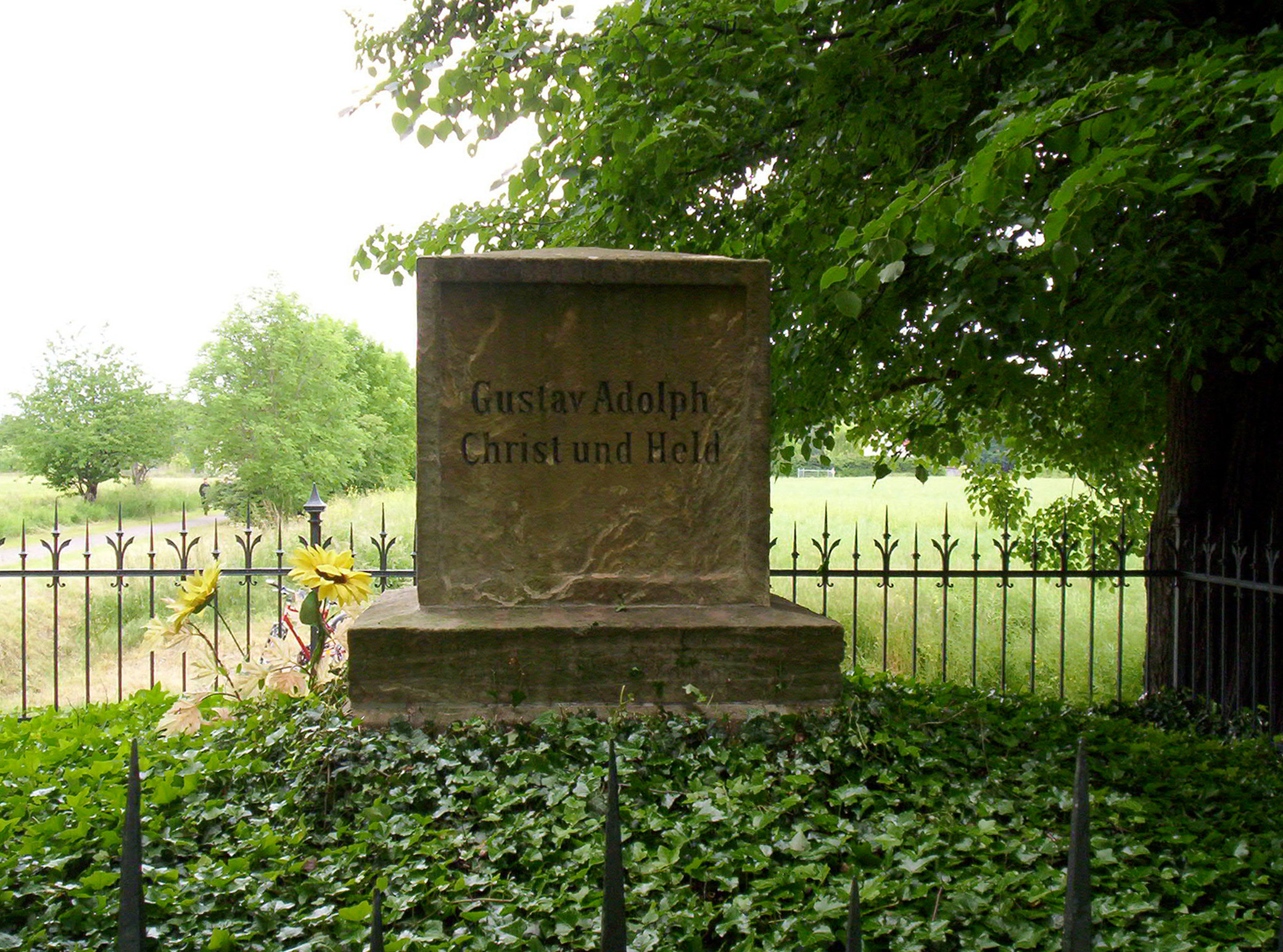
第一次布萊登菲爾德戰役的紀念碑

布萊登菲爾德（Breitenfeld）是德國萊比錫的鄉村，位在市中心北方，1999年併入萊比錫。此地在三十年戰爭中發生過第一次和第二次布萊登菲爾德戰役。